# Mohamed Abdelaziz
Mohamed Abdelaziz (en árabe: محمد عبد العزيز‎; Esmara, 17 de agosto de 1947-Tinduf, 31 de mayo de 2016) fue un político saharaui, destacado por ser el secretario general del Frente Polisario y presidente en el exilio de la República Árabe Saharaui Democrática (RASD), cargos que ejerció desde 1976 hasta su fallecimiento el 31 de mayo de 2016.

## Biografía

### Orígenes
Nació en 1947 en la ciudad de Esmara en el Sahara español, entonces parte del África Occidental Española, aunque otras fuentes señalan que fue el 17 de agosto de 1947 en Marrakech (entonces parte del Protectorado francés de Marruecos), cursando allí sus estudios hasta la secundaria, cuando se trasladó a Rabat. Su padre, sin embargo, pasó a colaborar con Marruecos y llegó a apoyar las reclamaciones territoriales marroquíes en el Sáhara, posición sobre la que Abdelaziz opinó que «todo el mundo tiene derecho a tener su propia opinión».

### Carrera en el Polisario
En 1968 toma parte en la fundación del Movimiento Nacional de Liberación Saharaui liderado por Mohamed Sidi Brahim Basir, el primer movimiento que utiliza la lucha armada contra el colonialismo español. En 1973 se convierte en uno de los fundadores del Frente Popular de Liberación de Saguía el Hamra y Río de Oro (más conocido como Frente Polisario), convirtiéndose en uno de los miembros de su buró político.
En 1974 tiene lugar el segundo congreso del Polisario, en el que siguió formando parte del buró político, siendo designado también responsable de la organización política clandestina del Frente. Tras el abandono español del territorio (1976) y hasta 1978, dirige una región militar en la guerra contra la ocupación marroquí y mauritana. En agosto de 1976, durante el tercer congreso del Polisario, fue elegido Secretario General del movimiento y reemplazó a Mahfoud Ali Beiba, el cual había asumido el puesto de Secretario General en funciones a la muerte de El-Uali Mustafa Sayyid. Abdelaziz fue elegido también presidente de la República Árabe Saharaui Democrática (RASD). Conservó ambos cargos hasta su muerte, tras ser reelegido en ocho comicios consecutivos.
En 1985 Abdelaziz fue elegido vicepresidente de la Organización para la Unidad Africana (OUA), firmando a su vez la presencia del Sáhara en esta organización como miembro permanente.

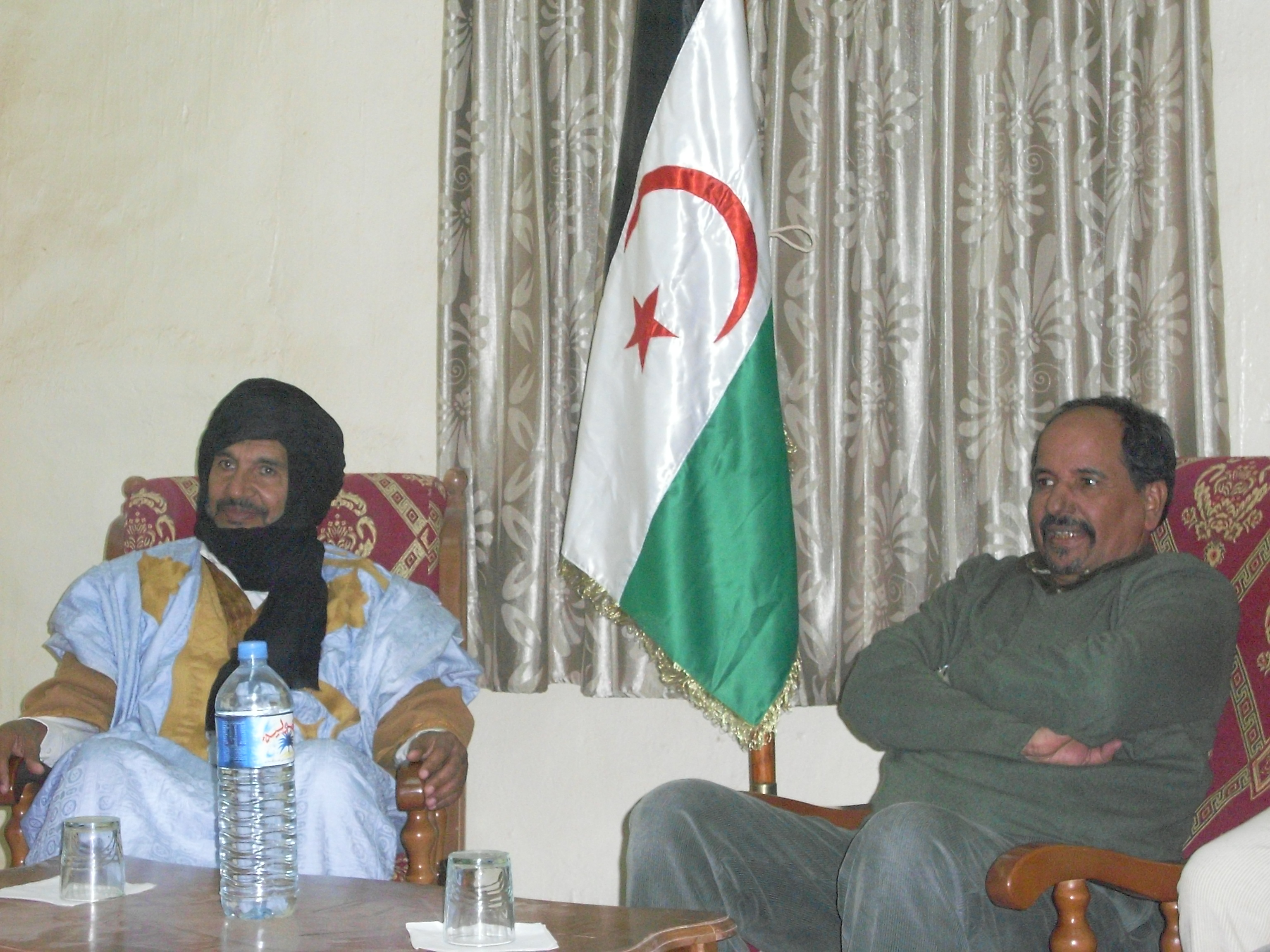
Mohamed Abdelaziz en una recepción.

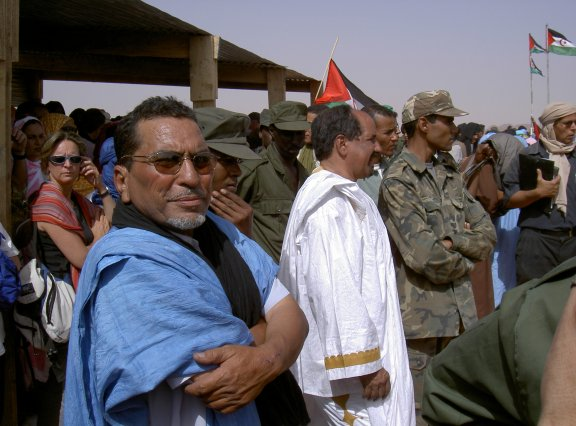
Abdelaziz (de blanco, en el centro), en Tifariti (2005).

Estuvo involucrado asimismo en la redacción de la primera constitución de la RASD. Residía en los campamentos de refugiados saharauis de Tinduf, en Argelia, y hablaba francés y árabe.

### Perfil político
Se le considera un nacionalista laico. Condujo al Polisario y a la RASD hacia un compromiso político con la legalidad internacional, sobre todo respaldando el plan de Naciones Unidas (Plan Baker) en 2003. Bajo su liderazgo, el Polisario también abandonó su orientación inicial moderadamente socialista, proponiendo un Sahara Occidental organizado según los principios de la democracia occidental, incluyendo expresamente un compromiso con la democracia multipartidista y la economía de mercado. De esta forma, siempre buscó apoyo por parte de los países occidentales, fundamentalmente Estados Unidos y los países de la Unión Europea, sin embargo con poco éxito.
No obstante, recibió críticas desde el interior del propio Frente Polisario por haber impedido reformas dentro del movimiento y por su insistencia en la vía diplomática, la cual hasta el momento ha conseguido escasas concesiones por parte de Marruecos, en lugar de volver a la lucha.
Condenó regularmente el terrorismo, insistiendo en que la guerra de guerrilla desarrollada por el Polisario ha sido siempre una "guerra limpia" que no ha buscado objetivos entre las propiedades o las vidas de no combatientes. Envió condolencias formales a los gobiernos afectados tras los atentados terroristas en Nueva York, Madrid y Londres, e incluso al gobierno marroquí tras los atentados de Casablanca.
Falleció el 31 de mayo de 2016 tras padecer durante meses un cáncer de pulmón. Le sucedió en funciones Khatri Addouh hasta la celebración del XV congreso extraordinario del movimiento independentista celebrado 40 días después del luto nacional que eligió a Brahim Gali como nuevo presidente de la República Saharaui y secretario general del Frente Polisario.